# Éric Damain
Éric Damain est un acteur, chanteur et producteur de cinéma français né le 18 septembre 1956 à Paris.

## Biographie
C'est son père, entrepreneur de transports, qui, répondant à une annonce parue dans France-Soir indiquant rechercher un enfant pour un rôle principal dans une série télé, envoie des photos de son fils; Éric Damain est alors choisi par Stellio Lorenzi pour interpréter Jacquou le Croquant (1969), une série télévisée qui rencontre un grand succès. Il a alors 13 ans.
Il poursuit sa carrière au cinéma où il joue le rôle du fils de Marie (interprétée par Marina Vlady) dans Le Temps de vivre (1969) ou encore celui du fils d'Antoine Simonet (interprété par Jacques Marin) dans Le drapeau noir flotte sur la marmite (1971).
À la télévision, on le retrouve dans le rôle de Gwynplaine petit dans L'Homme qui rit, une adaptation du roman de Victor Hugo, diffusé à 20 h 30 sur la deuxième chaîne le lundi 15 novembre 1971, ce qui lui vaut d'être en couverture du magazine Télé 7 jours.
En 1969, il est choisi par Télé 7 jours pour poser en couverture du cahier spécial de 16 pages consacré aux 25 ans de la télévision. On le voit en sous-pull rouge poser devant une photo de la Tour Eiffel tenant une affichette sur laquelle il est écrit « Le Livre d'or de 25 ans de télévision ».
En 1970, il prête son image à la marque de chocolats « Chocorêve » où il apparaît sur les présentoirs, ainsi que pour la publicité organisée par la marque pour un concours avec comme slogan « Suivez la piste aux trésors Chocorêve avec Eric Damain, interprète de Jacquou le Croquant ».
En juin 1970, alors en classe de quatrième, sachant jouer de la flûte et du piano, il se lance dans la chanson et sort un disque contenant les titres Chouette, Elle s'en va mon enfance, Dis-moi pourquoi papa et Un enfant se balance et passe à la télévision pour les interpréter, notamment lors de l'émission enfantine du jeudi après-midi sur la première chaîne, le 8 octobre 1970. Toujours en juin 1970, il se casse le bras droit en faisant du patin à roulettes et doit être hospitalisé ; l'accident pour anodin qu'il soit est relaté par une partie la presse, parfois en une avec sa photo, confirmant ainsi son statut de vedette.
En octobre 1971, il joue dans le film Le drapeau noir flotte sur la marmite de Michel Audiard aux côtés de Jean Gabin, interprétant son petit-neveu. La même année, il est la voix du Petit Prince dans un disque qu'il enregistre avec Jean-Louis Trintignant.
Fin 1971, il rencontre des difficultés avec la commission de protection de l'enfance qui trouve qu'il tourne trop au détriment de ses études; celle-ci lui interdit tout nouveau tournage avant Pâques 1972. En avril 1972, alors qu'il est en classe de seconde, la commission lui refuse à nouveau un « congé d'écran », estimant qu'il a trop sacrifié son temps à la télévision et au cinéma. Cette nouvelle interdiction met un frein à une prometteuse carrière d'acteur. On le retrouve toutefois en 1975 aux côtés de Robert Hirsch, interprétant le rôle d'Albert, dans l'adaptation télévisée de Trente ans ou la Vie d'un joueur de Victor Ducange et Arthur Dinaux.
Il enregistre parallèlement une douzaine de disques destinés à la jeunesse, se partageant entre chansons comme Maman, une rose (adaptation d’un succès d’Elvis Presley, 1970), C’est pour mon papa et moi (adaptation d’Ekkoleg, du film Viva la muerte, 1970), et adaptations d'œuvres littéraires comme Le Petit Prince (1972), Le Merveilleux Voyage de Nils Holgersson (1974).
En 1979, après son baccalauréat et des études de droit, il effectue son service militaire au 76e régiment d'infanterie stationné au Fort de Vincennes.
Il abandonne le métier d'acteur, préférant se consacrer à la musique et à la chanson (écriture, enregistrement et production).
Après un silence de plus de dix ans, il réapparaît sur scène à la fin des années 1980 en chanteur plutôt rock avec plusieurs enregistrements de sa composition (Tu vas où, Les Yeux clairs, Pas sans toi…).  Puis il disparaît du devant de la scène pour passer derrière. Au début des années 2000, il s’investit dans la production artistique avec sa société Zanzibar et produit des spectacles comme ceux de Chantal Goya (Absolument Goya, Olympia, 2001), de Sally Bat des Ailes (tournée 2002-2003), de Smaïn (tournée 2007), mais également des pièces de théâtre comme Frida Kahlo : attention peinture fraîche ! de Lupe Velez (Festival off d'Avignon, 2006).
Au cinéma, avec sa société de production Hector Films, société radiée au RCS le 02-10-2014, il a coproduit les comédies Paris Nord Sud de Franck Llopis (2008) et Français pour débutants de Christian Ditter (2009).

## Filmographie

### Cinéma

#### Acteur
- 1969 : Le Temps de vivre de Bernard Paul : Jean-Marc
- 1971 : Le drapeau noir flotte sur la marmite de Michel Audiard : Pierre Simonet
- 1974 : Le Cri du cœur de Claude Lallemand : Alexandre
- 1988 : Juillet en septembre de Sébastien Japrisot : Jacques

#### Producteur
- 2008 : Paris Nord Sud de Franck Llopis.
- 2009 : Français pour débutants de Christian Ditter.

### Télévision
- 1969 : Jacquou le Croquant, mini-série de Stellio Lorenzi : Jacquou Féral enfant
- 1970 : Tout spliques étaient les Borogoves, téléfilm de Daniel Lecomte : Philippe
- 1971 : L'Homme qui rit, télésuite (3 épisodes) de Jean Kerchbron : Gwynplaine enfant
- 1975 : Trente ans ou La vie d'un joueur, téléfilm de Marcel Moussy : Rudolphe
- 1979 : Il était un musicien, série, épisode Monsieur Albeniz réalisé par Claude Lallemand : Vincent

### Films institutionnels
- 1982: Tous les garçons s'appellent Philippe de Claude Lallemand (films SIRPA) : Philippe

## Discographie
(Non exhaustive)
- 1970 : Maman, une rose, adaptation française par Pierre Cour de Mama Liked the Roses (en) créée par Elvis Presley, paroles et musique de Johnny Christopher, et Écureuil, paroles et musique de Francis Géraud (45 tours S Philips).
- 1970 : C'est pour mon papa et moi, adaptation française par Michel Jonasz d'Ekkoleg de Grethe Agatz, chanson du film Viva la muerte, et Elle s’en va mon enfance, paroles et musique de Francis Géraud (45 tours S Philips).
- 1970 en musique : 45 tours EP Philips

1. Chouette !, paroles et musique de Francis Géraud
2. Elle s'en va mon enfance, paroles et musique de Francis Géraud
3. Dis-moi pourquoi, papa ?, paroles de Jacques Demarny et musique d'Enrico Macias/Jean Claudric
4. Un enfant se balance, paroles de Christine Fontane et musique de Bernard Kesslair

- 1971 : Alleluia ! et Le Cerf-volant, avec les Petits Chanteurs d'Asnières, 45 tours S Philips.
- 1972 : Le Petit Prince, dans le rôle du Petit Prince, avec Jean-Louis Trintignant (Saint-Exupéry), musique de Wolfgang Amadeus Mozart.
- 1974 : Le Merveilleux Voyage de Nils Holgersson, livre-disque (33 tours 25 cm Philips)
- 1987 : Tu vas où, paroles de  Guy Floriant/Marc Strawsinsky et musique d'Éric Damain, et Tu vas où, version instrumentale, 45 tours S Big Bang/Phonogram.
- 1988 : Les Yeux clairs, paroles de Guy Floriant/Marc Strawsinsky et musique d'Éric Damain, et Les Yeux clairs, version instrumentale, 45 tours S Phonogram.
- 1989 : Pas sans toi, paroles et musique d'Éric Damain, et Pas sans toi, version instrumentale, 45 tours S Phonogram.
- 1990 : Marylin, paroles de Thierry Garcia et musique d'Éric Damain, et L.A., paroles et musique d'Éric Damain, 45 tours S Zone Music/BMG